# Matricaria
Matricaria este un gen de plante erbacee, anuale sau vivace, cu sau fără miros, din familia Asteraceae, ordinul Asterales, originar din regiuni mediteraneene, Asia și Africa de Sud.

## Caractere morfologice
- Tulpina

- Frunza

- Florile

- Semințele

## Imagini

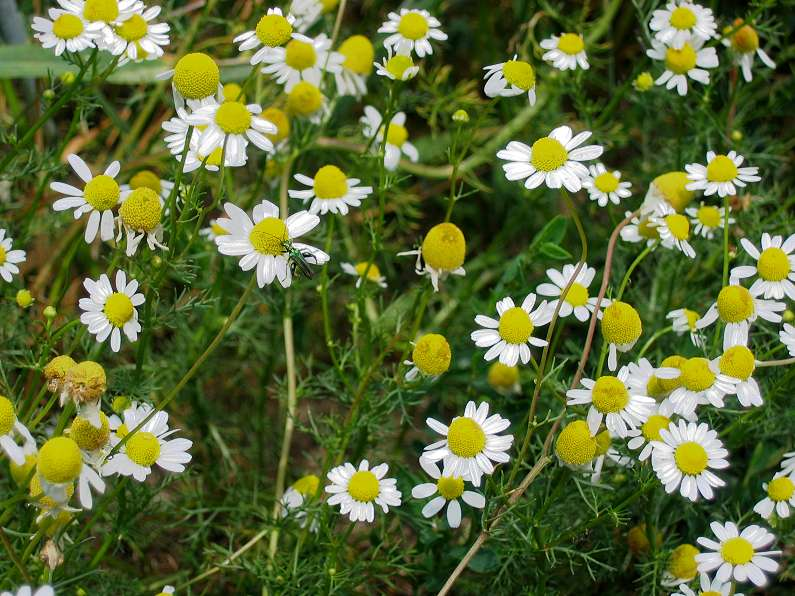
Matricaria recutita
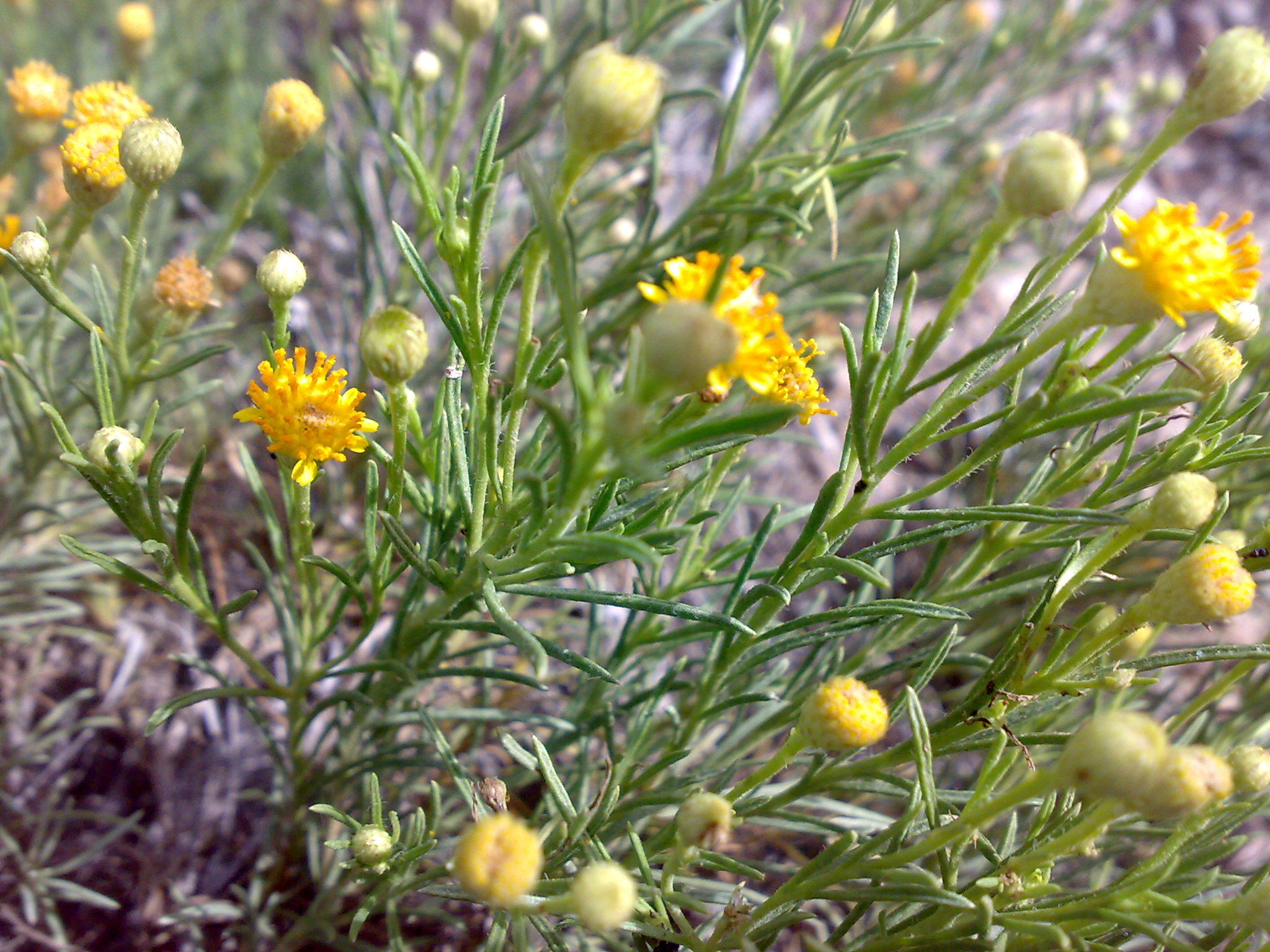
Matricaria aurea
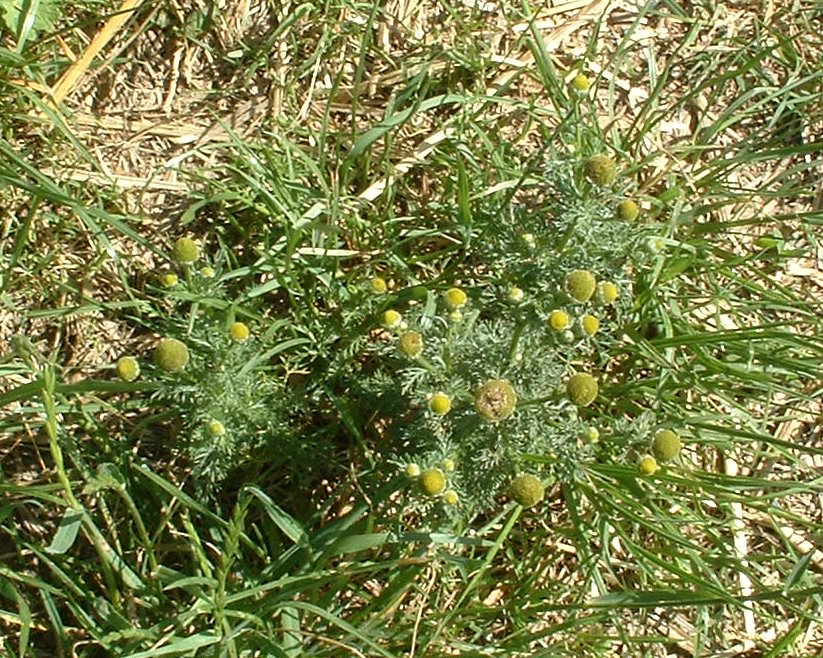
Matricaria discoidea